# Мадригале (Арецо)
Мадригале је насеље у Италији у округу Арецо, региону Тоскана.
Према процени из 2011. у насељу је живело 660 становника. Насеље се налази на надморској висини од 139 м.